# 苏州交通
苏州交通复杂多样化，由于需要的古城保护，道路无法及时修缮，所以古城区交通压力十分重大，每逢上下班高峰和节假日，城内交通不堪重负；城市私家车数量迅猛增长，又同时是交通和工业枢纽，经常出现交通阻塞的情况。
为了缓解城内交通压力，苏州已经完成“三环三横一纵十射”的城市高架快速道路规划，现阶段已建成由东环高架快速路、南环高架快速路、西环高架快速路、北环快速路及快速路延伸段构成的“井”字型市内高架快速路网，缓解了城内交通压力，同时为连接下辖市和苏州城区提供了极大地交通便利。
苏州城内交通由多部分组成，包括公共汽车、出租车、城市轨道交通等。市政府鼓励居民利用城市公共交通系统出行，尽量避开在高峰时段。为了鼓励市民利用公共交通出行，使用苏州市民交通卡乘坐苏州市内公共交通线路及轨道交通享受优惠政策。

## 简介
截至2015年底，苏州全市综合交通网络总里程16323.7公里，其中铁路207.9公里，公路13238.8公里，内河航道2786公里。
2015年苏州市总客运量3.84亿人次，其中公路占比88.9%，铁路9.7%，水路1.4%。轨道交通1、2号线开通运营，日均客流31.7万人次。有轨电车1号线开通运营，日均客流4000人次。市区公交车共计4607辆，日均客流172.5万人次。市区出租车日均客流37.5万人次。全市客运站总数为116个。村镇公交100%开通。
2015年全市货运总量1.32亿吨。苏州港货物吞吐量5.4亿吨。市内货运出租车日均货运量4500吨。

## 对外交通及港口运输
苏州位于长三角中央地带，由于工业和经济发展，人口流动量大，又是旅游城市，省际交通显得尤为重要。

### 铁路
苏州铁路交通由国家干线铁路和城际铁路组成，具体构成为京沪铁路、沪宁城际高铁、京沪高铁、沪苏通铁路。
重要的铁路客运站有苏州站、苏州北站、苏州新区站、苏州园区站等，其中苏州站为京沪铁路和沪宁城际高铁线上的一等站，通称为苏州火车站，隶属于上海铁路局，共设有7站台，16条到发线。苏州站配套公共交通系统包含3个公交换乘枢纽、2个出租车等候区、轨道交通换乘通道都配套到位。苏州新区站和苏州园区站为沪宁城铁所使用，为了方便在长三角地区不同城市工作的上班族，在早上和傍晚各有对开高铁经停这两站。苏州北站是为京沪高铁而建造的高铁站。上铁苏州站还下辖有陆家浜站（无客运业务）、昆山站、唯亭站（无客运业务）、外跨塘站（无客运业务）、苏州西站（无客运业务）、浒墅关站（无客运业务）、望亭站（无客运业务）、花桥站、昆山南站、阳澄湖站。配套沪通铁路的张家港站、常熟站、太仓站、太仓南站使张家港市、常熟市、太仓市终结了没有铁路通过的历史。
另外苏州目前有通苏嘉甬铁路（规划中）、沪苏湖城际铁路（建设中，预计2024年完工）、沪宁沿江高速铁路（建设中，预计2023年完工）、太仓港疏港铁路（建设中，预计2021年完工）都在积极建设或筹建中。

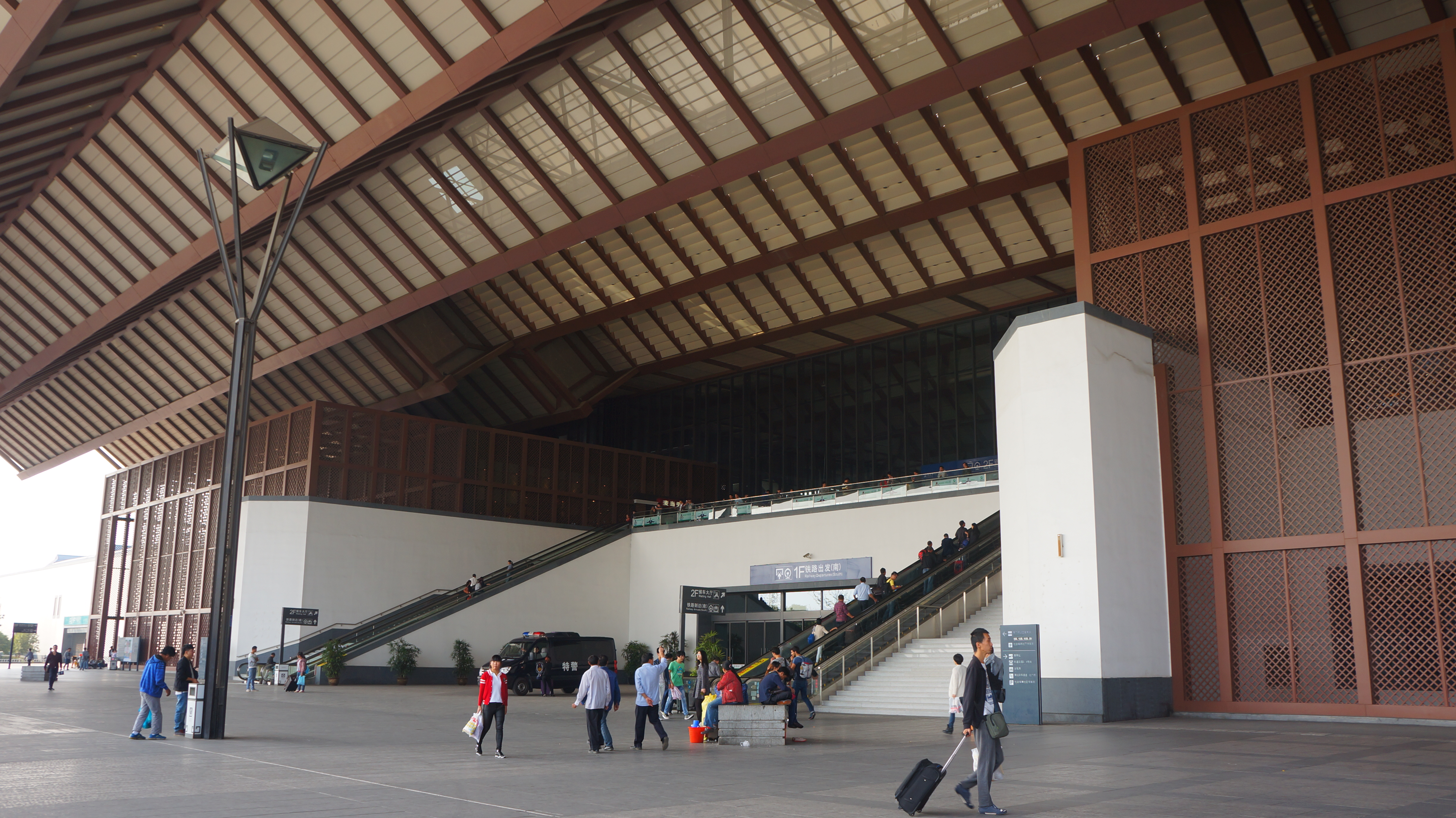
苏州站
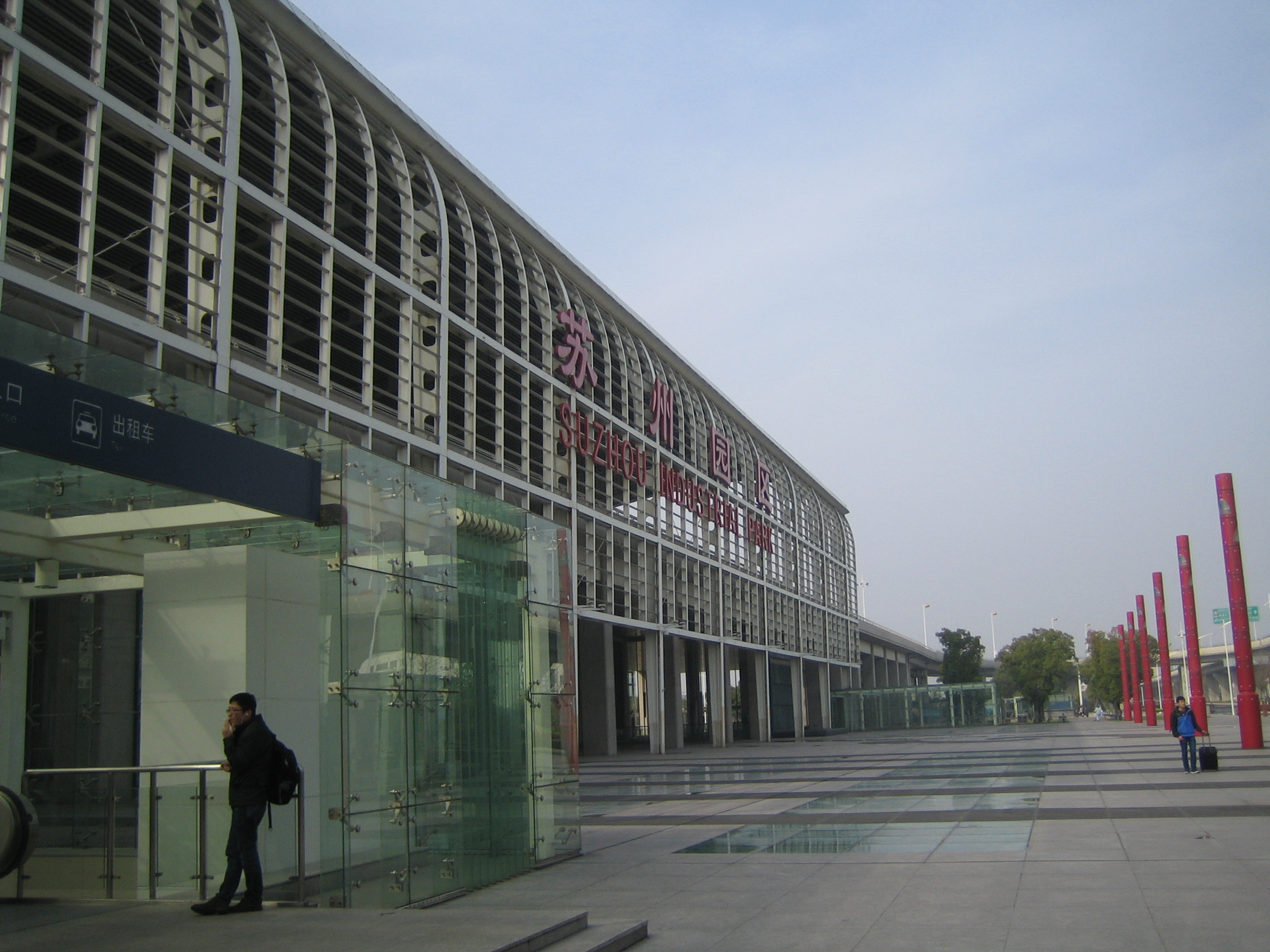
苏州园区站
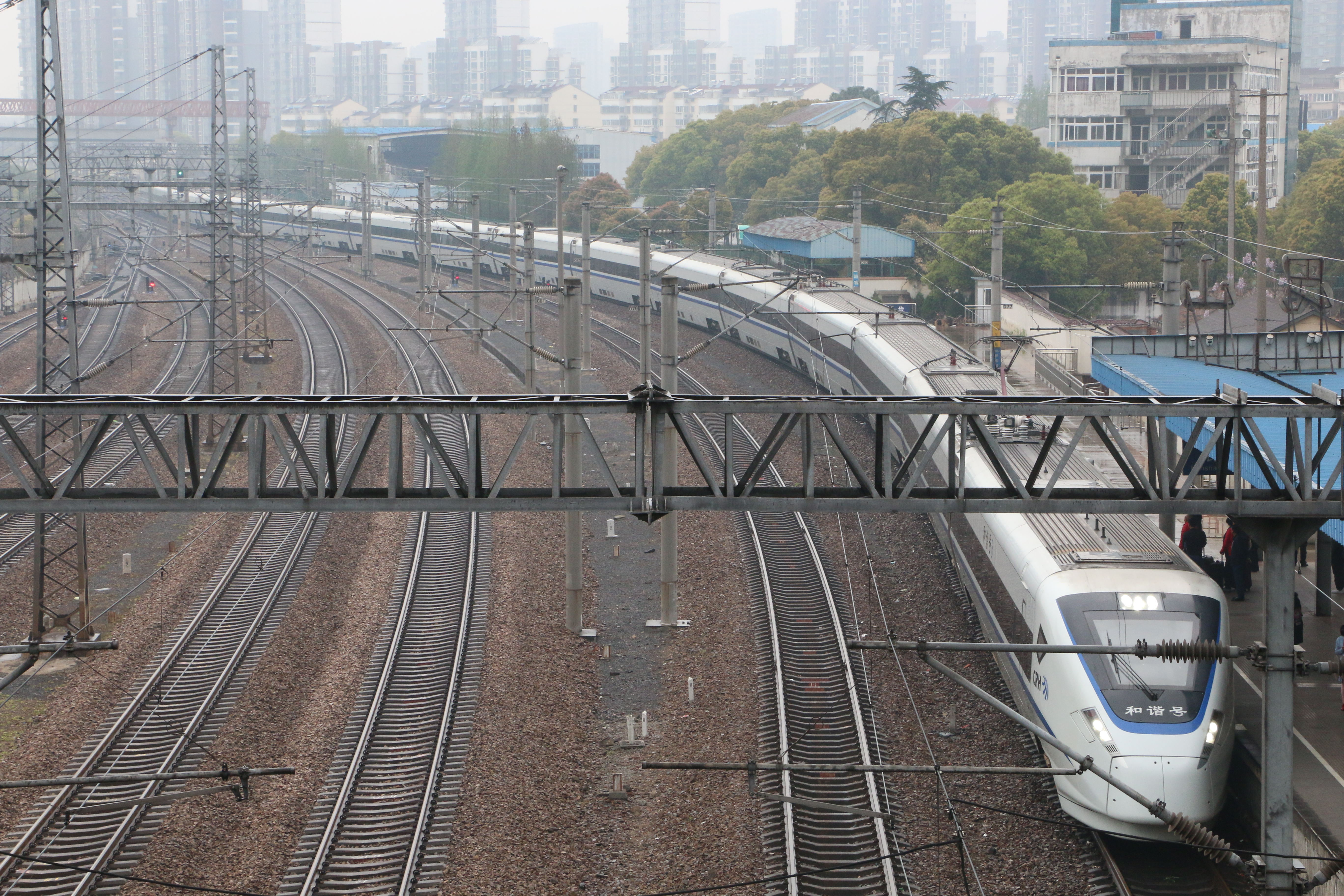
昆山站
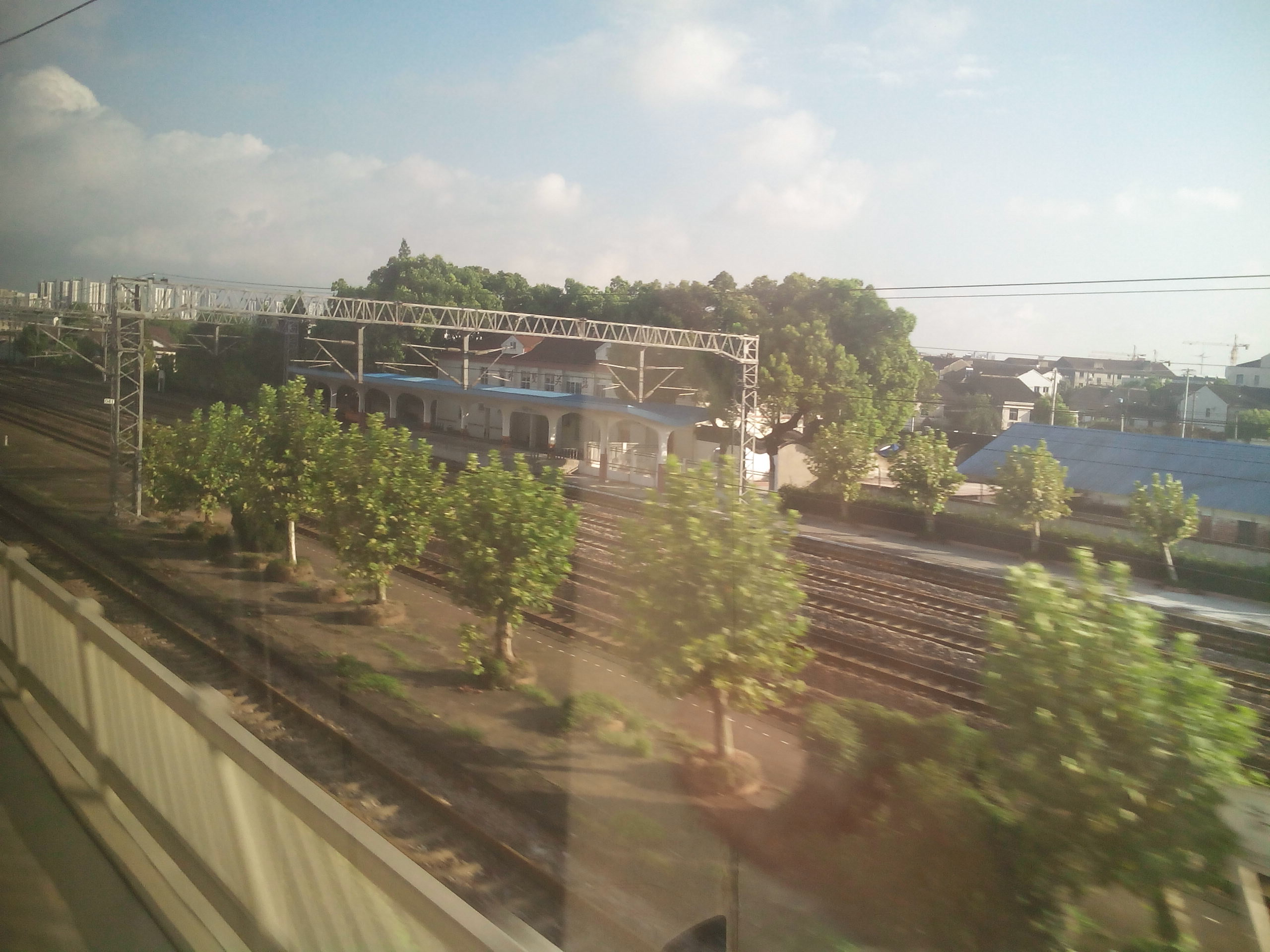
浒墅关站
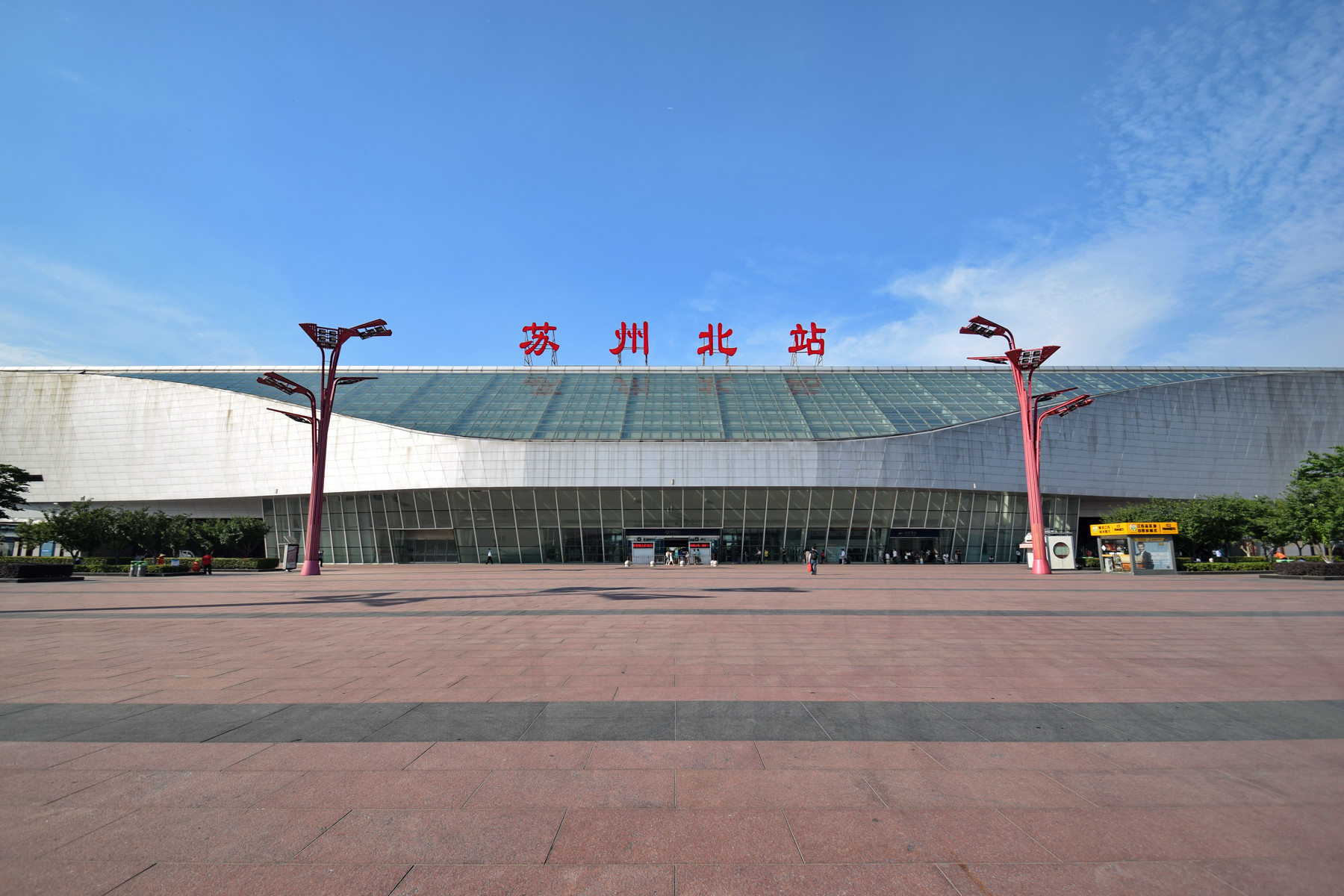
苏州北站

### 公路
苏州辖区公路交通运输网由高速公路和国道构成。在长三角地区起到了重要的枢纽作用。

#### 高速公路
京沪高速公路- 沪蓉高速公路（沪宁高速公路）
 沈海高速公路- 沪武高速公路（原 常合高速公路）（沿江高速公路）
 常台高速公路（苏嘉杭高速公路）
 沪渝高速公路（沪苏浙高速公路）
 常嘉高速公路- 苏台高速公路- 沪常高速公路（苏沪高速公路）- 沪宜高速公路（构成苏州绕城高速公路）
 靖张高速（部分路段为原 张家港港疏港高速公路）
 通锡高速公路
此外苏州境内还有常嘉高速昆山吴江段、通锡高速过江段、锡太高速无锡太仓段、苏昆太高速东延、沿江高速扩容等工程推进或施工中。

#### 国道
- 312国道
- 318国道
- 204国道
- 346国道
- 524国道

#### 公路运输
苏州的主要的长途汽车客运站，包括苏州汽车南站、苏州汽车北站、苏州汽车西站、北广场汽车客运站以及吴中汽车站。汽车南站为苏州主要客运枢纽站，开行市际和省际客运班车。汽车北站2019年底停运，将建设为旅游换乘中心，自驾车游客来到苏州后在此换乘景区接驳车，减少古城区交通压力。北广场客运站与铁路苏州站相连，初部分市际班车外，也发送各旅游线路。

#### 长途运输公司
苏州的主力长途汽车运输公司是苏州汽车客运集团有限公司，承担着大部分省际长途客运任务，同时担负着苏州市区与下辖市的市际运输。

### 航空
苏州曾在1990年代开通过直航，使用苏州光福机场作为苏州空港，但开通几年后便改为纯军用机场。2010年，苏州投资苏南硕放国际机场。此外，上海虹桥国际机场和上海浦东国际机场也是苏州重要的对外航空口岸。每天有定时班车从市区发往上述机场。
近些年由于航空设施的欠缺，苏州当局规避民航华东局限制的同时让苏州拥有4F级国际机场的计划也在进行中。2024年3月16日，苏州交通投资集团有限责任公司正式开展关于苏州通用机场（暂定名）选址报告及可研报告（含专题）编制及上报服务项目招标等工作，并且苏州市国资委已于2024年3月27日成立了苏州航空产业发展有限公司。虽然该可行性研究的内容是以发展城市中低空航空产业集群与货运经济为推动点，但据政府内部消息透露，苏州本次通用机场编制工作的最终目的是为苏州目前规划建设的通用机场改扩编转至大型民用运输机场做准备。
另外，苏州城市航站楼于2023年5月19日启用，位于圆融时代广场，为上海浦东与虹桥国际机场的旅客提供提前值机，旅客与行李预安检，行李托运，班/包车等服务，2楼设有休息室与贵宾厅。

### 水运
苏州境内共有河道2700多公里，更有京杭大运河穿城而过，自古就是水陆交通枢纽。苏州港为河、海两用港，是世界上货物吞吐量最大的内河港口，也是江苏省最大的港口，货物吞吐量5.4.亿吨（2015年），集装箱吞吐量510.2万TEU（2015年）。目前，苏州港已与100多个国家和地区的400多个港口建立航线。

#### 国内水运航线
苏州港发往杭州港和青岛港的轮渡航行。

#### 国际水运航线
苏州港发往韩国釜山港和日本下关港的轮渡航行。

## 市内交通运输
苏州城市交通系统十分典型，由公交汽车、出租车、地铁、有轨电车等组成。

### 公共汽车
截至2017年6月，苏州全市（不含吴江区区内公交）共有公交线路374条（包括快线、夜线、旅游、高峰、专线、社区巴士，不包括区间、长线、临时线、苏州好行等）。分别由苏州市公交集团有限公司旗下的苏州市吴中区公共汽车有限公司、苏州相城区公共交通有限公司、苏州高新区公共交通有限公司、苏州工业园区公共交通有限公司、苏州工业园区新惠巴士有限公司、苏州市吴江公共交通有限公司进行运营。苏州公交95%的公交车为金龙客车旗下的海格客车，全部线路采用插电式混合动力客车或纯电动客车，为金龙客车为苏州公交系统专门设计，部分车型为残障人士专门设计，车辆进站时，车身会向车门打开方向倾斜方便轮椅和其他残障人士上下车。目前市区所有公交车都完成了空调化。所有线路均为无人售票。公交票价执行翻牌制，常规线路票价2元起，社区巴士1元一票制。苏州政府为了方便老年人出行，所有70岁以上的老年人均可申请免费电子公交卡乘车。

#### 公交车型及番号命名
苏州市交通局下属苏州客运管理处为了规范公交线路番号的命名，曾于2004年将线路命名重新编排，命名方式大致为：个位数线路是连接东西方向或南北方向的“主干线”、1×(×)/2×(×)是园区线路，例如：19路、219路；3×(×)/4×(×)是新区线路，例如304路、44路；5×(×)/6×(×)是吴中区线路；7×(×)是吴江区线路，目前仅用于吴江区区内公交，8×(×)是相城区线路；9×(×)是姑苏区线路；尾数“0”或“00”表示环线，例如：40路、200路；四位数是社区巴士，首位依然有定位的功能，如新区的3001路，姑苏区的9026路，社区巴士采用小型公交车或中巴车。

#### 公交快线
为了缓解周边区域与古城区的交通拥堵状况和方便交通枢纽的换乘，苏州共开通7条公交快线，分别为快线1号、3号、5号、6号、7号、8号、9号、11号，快线公交线有效的利用苏州的高架道路和公交专用道。公交快线使用的是加长公交车型，载客量更大。

#### 苏州好行
苏州好行是由苏州市旅游局牵头成立的面向旅游散客的专用公交系统。拥有专用的车辆、站点与线路，执行公交化运营。

#### 配套建设
苏州城区和部分工业区道路拥堵现象十分严重，尤其是在高峰时段，为了保证公交准时、准点、快速、落实公交优先的政策，在主要路段专辟出公交专用道，并且在路口设置公交专用信号灯，打成公交优先的目标，如干将路、人民路、现代大道等。

### 出租车
苏州经营出租汽车的公司共有25家，车型主要包括大众桑塔纳系列、朗逸、丰田雷凌、日产轩逸等，另有尼桑天籁和丰田凯美瑞为电调专用出租车。

#### 普通营运出租车
苏州出租车可通过路边扬招、招车热线、网络招车、智能手机程序进行招车。起步价不论车型均为10元行驶3公里（另需加收3元燃油附加费，燃油附加费会根据市场浮动调节，由客管处制定并通知，车内有张贴告示），超过3公里的一类车（2.0升及以上排量，下同）为2元每公里，二类车（2.0升以下排量，下同）为1.8元每公里；超过5公里的里贴为1元每公里（一类车）或0.9元每公里（二类车）；夜间里贴不论车型均上浮20%；所有过桥、过路费均由乘客承担。

#### 电调出租车
电调出租车使用“电调+泊位”的营运模式，也可在乘客下客时上前乘坐，司机报备即可。起步价不论车型均为15元行驶3公里，超过起步里程每公里单价3元，超过5公里加收50%的空驶费，即价格为每公里4.5元。空驶补贴、计时时间收费、夜间补贴等其他费用同普通营运出租车。

### 地铁

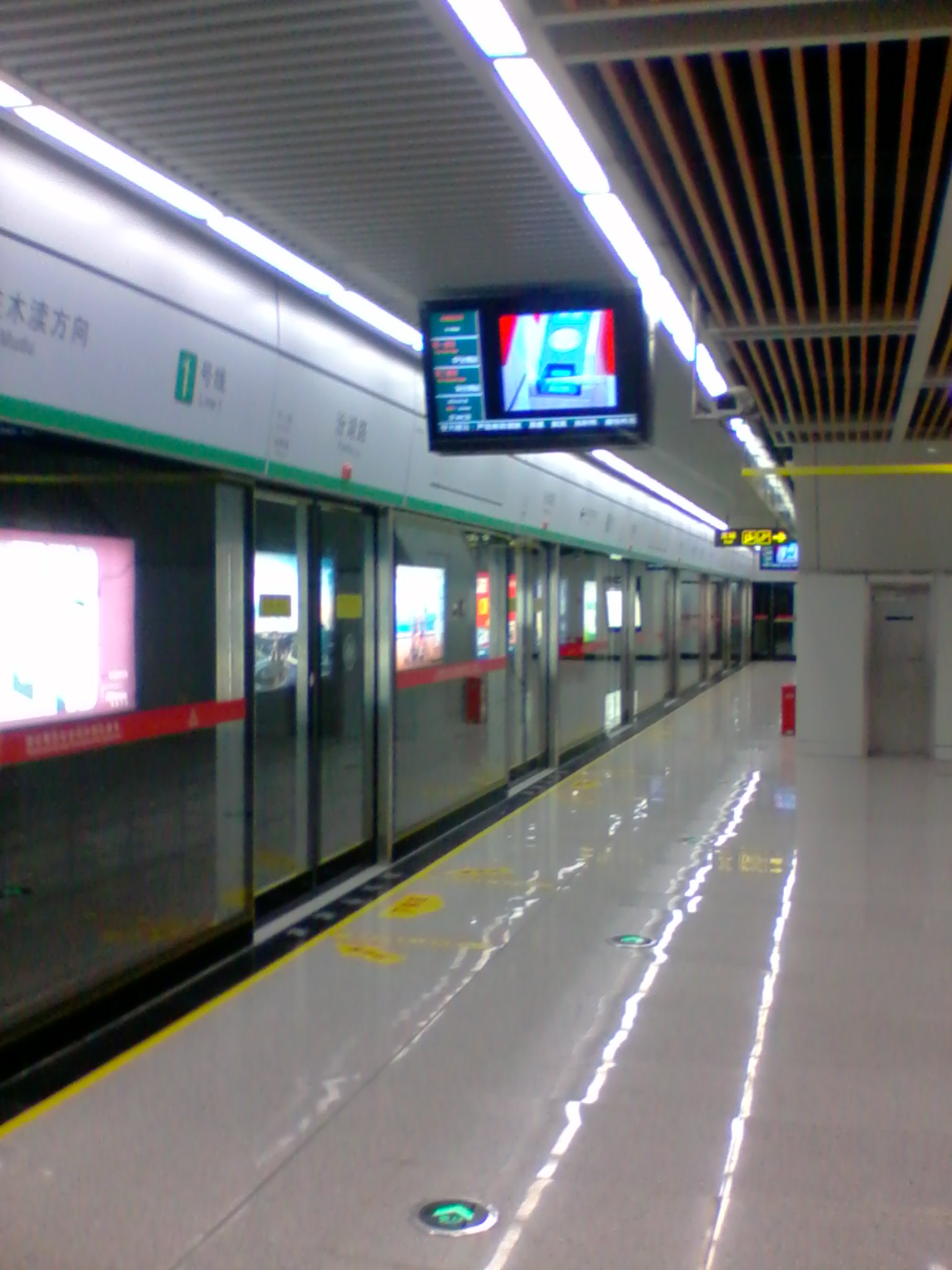
苏州轨道交通1号线站内

苏州是全国地级市中第一个独立拥有地铁的城市。目前已开通的线路有1号线、2号线、3号线和4号线、5号线和11号线。苏州地铁建设的前期准备从1996年就拉开了序幕，近期规划7条轨道交通线路，远期规划为9条线路，规划总里程（含延伸段总长）380公里，中心城区规模265公里，设站181座，换乘车站37座。
苏州还规划了6条市域轨道交通，与4个县级市进行连接。当前已经公示的有S1线和S2线，预计于2030年前建成。

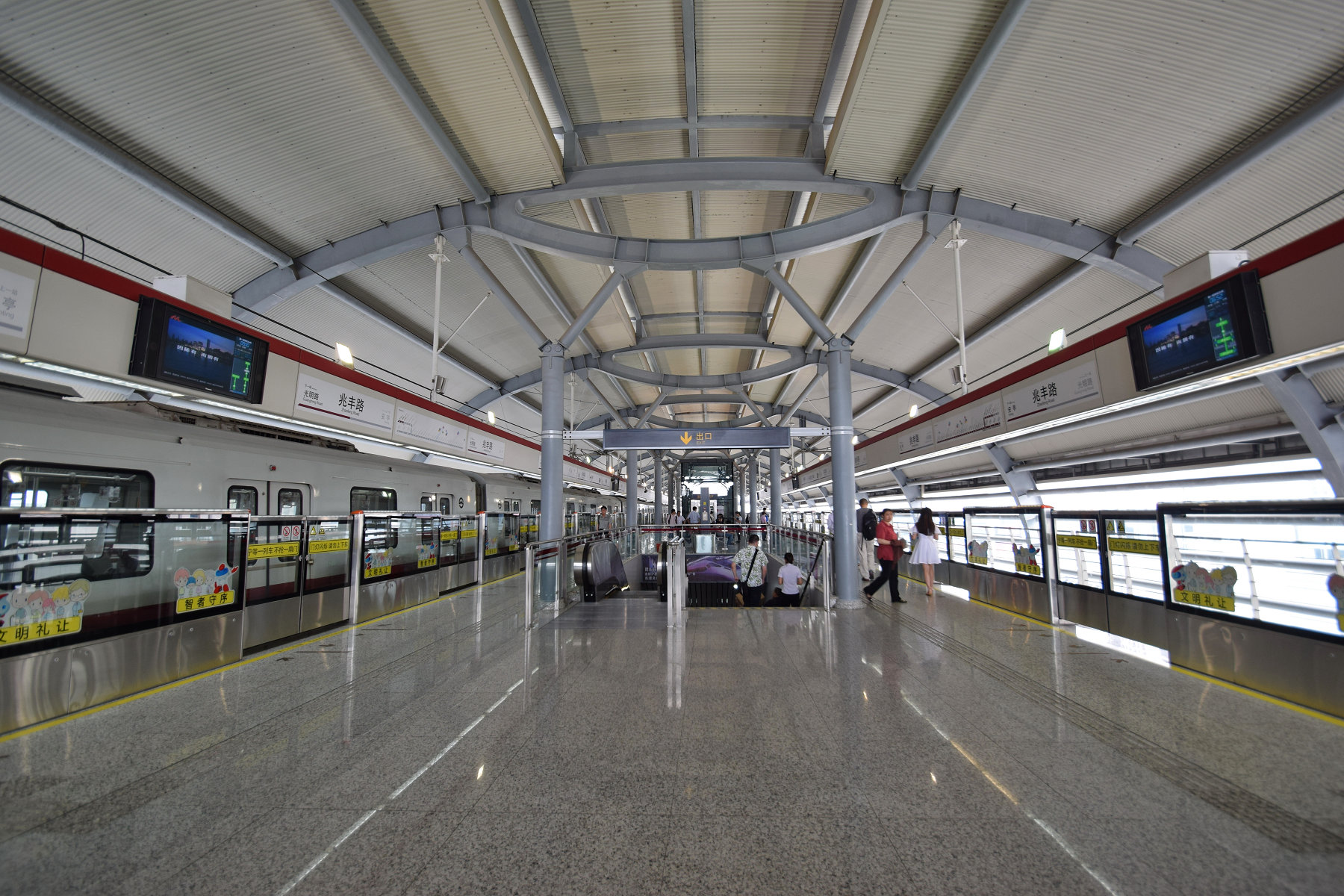
圖為位於江蘇省昆山市的上海轨道交通11号线花桥段兆豐路站

上海軌道交通11號線花橋段包括花橋站、光明路站以及兆豐路站，位於苏州市崑山市花橋鎮境內，该段线路2013年10月16日開通運營，成為全國首個跨省级行政区的轨道交通线路，花桥站与苏州轨道交通11号线换乘。

### 有轨电车
苏州有轨电车是位于苏州高新区的有轨电车系统，规划共将建设6条线路。1号线和2号线已建成投入运营。